# Актаниський район
Актаниський район (рос. Актанышский район, тат. Актаныш районы) — муніципальний район у складі Республіки Татарстан Російської Федерації. Знаходиться на північному сході республіки, межуючи з Башкортостаном та Удмуртією.
Адміністративний центр — село Актаниш.

## Адміністративний устрій
До складу району входять 28 сільських поселень:
1. Аїшевське сільське поселення — с. Аїшево
2. Аккузовське сільське поселення — с. Аккузово
3. Актанишбаське сільське поселення — с. Актанишбаш
4. Актаниське сільське поселення — с. Актаниш
5. Атясевське сільське поселення — с. Атясево
6. Верхньояхшеєвське сільське поселення — с. Верхнє Яхшеєво
7. Казкеєвське сільське поселення — с. Казкеєво
8. Кіровське сільське поселення — сел. Радгоспу ім. Кірова
9. Кузякінське сільське поселення — с. Кузякіно
10. Масадинське сільське поселення — с. Масади
11. Новоалімовське сільське поселення — с. Нове Алімово
12. Новокурмашевське сільське поселення — с. Нове Курмашево
13. Поїсевське сільське поселення — с. Поїсево
14. Староаймановське сільське поселення — с. Старе Айманово
15. Старобайсаровське сільське поселення — с. Старе Байсарово
16. Старобугадинське сільське поселення — с. Старі Бугади
17. Старокурмашевське сільське поселення — с. Старе Курмашево
18. Старосафаровське сільське поселення — с. Старе Сафарово
19. Такталачуцьке сільське поселення — с. Такталачук
20. Татарсько-Суксинське сільське поселення — с. Татарські Сукси
21. Татарсько-Ямалинське сільське поселення — с. Татарські Ямали
22. Тлякеєвське сільське поселення — с. Старе Тлякеєво
23. Тюковське сільське поселення — с. Тюково
24. Уразаєвське сільське поселення — с. Уразаєво
25. Усинське сільське поселення — с. Уси
26. Чалманаратське сільське поселення — с. Чалманарат
27. Чишминське сільське поселення — с. Чишма
28. Чуракаєвське сільське поселення — с. Чуракаєво